# Буряківка (Дворічанський район)
Буряківка — колишній населений пункт у Дворічанському районі Харківської області, підпорядковувався Токарівській сільській раді.
Дата зникнення невідома, наприкінці 20 сторіччя — між 1972 та 1986 роками.
Село знаходилося за 2 км південніше від Токарівки.